# Predrag Jokić
Predrag Jokić (Kotor, 1983. február 3. –) olimpiai ezüstérmes (2004), világbajnoki ezüstérmes (2013) és Európa-bajnok (2008) montenegrói vízilabdázó, a Hannover játékosa.